# Grégoire Tarrisse

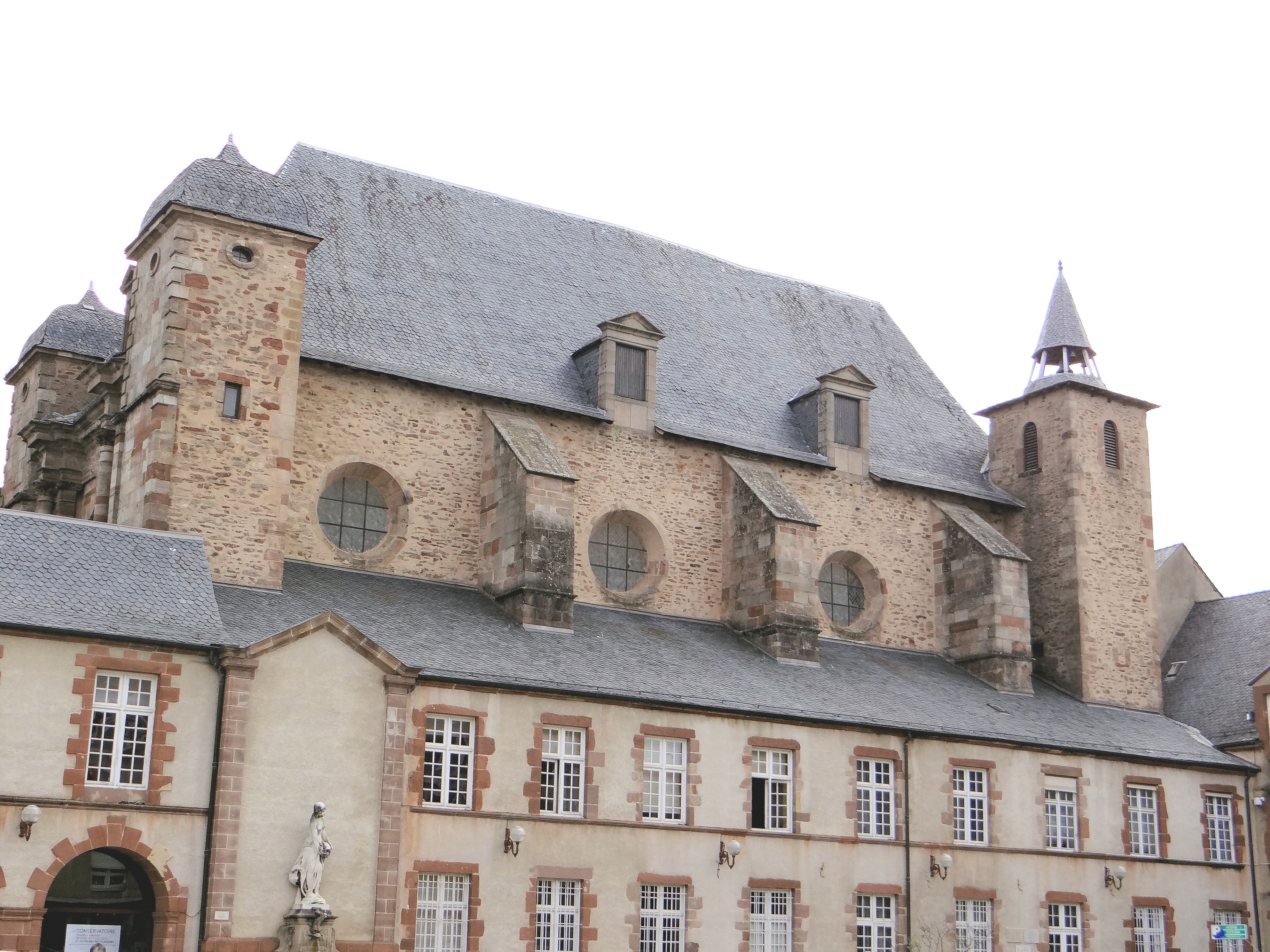
L’ancien collège des Jésuites de Rodez, où Tarrisse poursuivit ses études vers 1605.

Jean Tarrisse, devenu en religion Grégoire Tarrisse, né à Pierrerue (Languedoc) en 1575, mort à l'abbaye de Saint-Germain-des-Prés le 24 septembre 1648, est un bénédictin français, premier supérieur général de la congrégation de Saint-Maur de 1630 à 1648.

## Biographie
Ses parents, Pierre Tarrisse et Marguerite Pellier, étaient des habitants de Cessenon-sur-Orb qui, pendant les guerres de religion, s'étaient réfugiés au château de Pierrerue dont le gouverneur, un certain capitaine Bacon, était de leur parenté. Il fit ses premières études à Cessenon, puis pendant deux ans et demi à Albi, avant d'être formé à la pratique juridique et de devenir clerc, d'abord du lieutenant de Cessenon, ensuite d'un procureur de Béziers. Mais il fut rapidement dégoûté de cette profession et se fit brièvement soldat : en 1595, il se trouvait au siège de Castanet-Tolosan par le duc de Ventadour. Celui-ci ayant congédié son armée juste après, le jeune Tarrisse regagna Cessenon où il devint intendant de la maison du gouverneur. En 1598, il acquit une charge de notaire royal, tandis que le lieutenant de Cessenon lui imposait aussi l'office de greffier.
Il se sentit de plus en plus une vocation ecclésiastique, mais n'avait pas fait suffisamment d'études latines. À trente ans, il s'inscrivit au collège de Rodez, où en deux ans il rattrapa son retard. C'est dans cette ville qu'il se lia avec Jean d'Artis, qui y étudiait aussi, d'une étroite amitié qui devait durer jusqu'à sa mort. Celui-ci l'accompagna quand il regagna Cessenon, et ils étudièrent ensemble le droit canon chez le prieur de Saint-André de Roquebrun qui se joignit à eux. Un an plus tard, il alla à Toulouse suivre un cours de philosophie.
Quand le prieuré-cure de Cessenon (bénéfice régulier dépendant du diocèse de Saint-Pons-de-Thomières) devint vacant, Jean Tarrisse, encouragé par ses amis, le brigua. Mais les revenus en étaient considérables, attirant la convoitise, et il dut, avant de pouvoir en prendre possession, soutenir un procès de plus de cinq ans, d'abord à Toulouse, ensuite à Paris (car l'affaire fut évoquée au Grand Conseil). Il fut alors assisté notamment par Jean d'Artis. Il dut faire des séjours à Toulouse et à Paris et résolut d'en profiter pour étudier la théologie à la Sorbonne. Il obtint une bourse pour le collège de Narbonne. Ses vertus chrétiennes lui attirèrent alors un puissant appui : l'official du diocèse de Rieux, résidant dans le même collège, tomba gravement malade . Pendant quatre mois, malgré son assiduité à ses cours, Tarrisse se dévoua pour lui. L'évêque de Rieux, Jean de Bertier, qui rendait régulièrement visite à son official, remarqua les mérites de Tarrisse, décida de le soutenir dans son affaire et sollicita lui-même les juges.
Tarrisse obtint un arrêt en sa faveur, mais à son retour à Cessenon il trouva encore un autre dévolutaire, qui put être écarté grâce à l'ami Jean d'Artis qui lui résigna une cure. À quarante ans, il fut ordonné prêtre par l'évêque de Saint-Pons-de-Thomières, et prit l'habit bénédictin car son prieuré-cure était régulier. Il le reçut des mains de dom Tarbourier, Abbé de l'abbaye de Saint-Chinian et provincial de la congrégation des Exempts. 
Pendant les années qu'il tint le prieuré de Cessenon, il fit restaurer l'église principale et celles qui en dépendaient, qui avaient beaucoup souffert des guerres de religion particulièrement violentes en Languedoc. Il s'attacha à faire renaître la dévotion en instituant plusieurs confréries, dont une du Saint-Sacrement. Il obtint du parlement de Toulouse un arrêt interdisant aux habitants de Cessenon d'être ni aux jeux, ni au cabaret, ni même dans les rues, pendant la messe les dimanches et fêtes.
Il se rendit à Paris où il rencontra le prieur du collège de Cluny, dom Laurent Bénard. Celui-ci, en 1615, était allé à Verdun adhérer à la congrégation de Saint-Vanne et Saint-Hydulphe de dom Didier de La Cour, et ensuite chercha à en instituer une sur le même modèle en France même. En août 1618, il obtint du roi Louis XIII les lettres patentes autorisant la fondation de la congrégation de Saint-Maur. Dom Tarrisse se fit ensuite le zélé propagandiste de la nouvelle congrégation en Languedoc, faisant la tournée des abbayes, gagnant à son entreprise d'importantes personnalités de la province, comme le premier président du Parlement de Toulouse, Gilles Le Mazurier. Son ami dom Tarbourier, de l'abbaye de Saint-Chinian, fut aussi gagné au mouvement. En revanche, résolu à abandonner lui-même son prieuré pour rejoindre un cloître, il se brouilla avec l'évêque de Saint-Pons-de-Thomières, Pierre-Jacques de Fleyres.
Vers la fin juin 1623, avec trois confrères qu'il avait gagnés, il rejoignit le groupe des bénédictins réformés à Toulouse. Il prononça ses vœux dans la nouvelle congrégation le 29 juin 1624, et c'est alors qu'il adopta comme nom monastique «Grégoire». Il fut affecté d'abord à la formation des novices au séminaire Saint-Louis. Il travailla aussi à introduire la réforme au prieuré de la Daurade, dont il fut élu prieur en 1627. En septembre 1628, au chapitre général de la congrégation réuni à Vendôme, il fut désigné comme prieur de Saint-Junien de Nouaillé, poste important qui comprenait la direction spirituelle des quatre-vingts religieuses de l'abbaye de la Trinité de Poitiers.
Pendant les deux ans qu'il passa à Saint-Junien de Nouaillé, le supérieur de la congrégation, dom Maur Dupont, tint deux diètes dans cette maison. Dom Tarrisse fut lui-même élu à la tête de la congrégation le 21 avril 1630, s'imposant dans les années suivantes comme supérieur général, une fonction qu'il conserva presque jusqu'à sa mort.
Le siège du supérieur général fut installé à l'abbaye Saint-Germain-des-Prés (qui adhéra à la congrégation de Saint-Maur en 1631). Dom Tarrisse commença par faire la tournée de tous les monastères de la congrégation. Comme beaucoup, à cette époque, étaient plus ou moins ruinés, soit par l'effet des guerres de religion, soit à cause d'une décadence plus ancienne, il envoya dans tous un religieux architecte pour faire un bilan de la situation et dresser des plans. Pendant ses dix-huit ans de généralat, une vingtaine de monastères furent complètement reconstruits, et plus d'une cinquantaine connurent d'importants travaux de restauration. Soucieux, à la fois, d'austérité des mœurs monastiques et de faste de la liturgie, il fit notamment redonner du lustre à l'église abbatiale de Saint-Germain-des-Prés. 
D'autre part, la congrégation s'élargit considérablement sous son mandat : adhésion de Saint-Germain-des-Prés en 1631, Saint-Denis en 1633, Saint-Pierre de Chezal-Benoît en 1636 et toute l'ancienne congrégation casalienne en 1645. Cette croissance fut parfois difficile et controversée, car les contours de la nouvelle congrégation étaient mal définis. Ainsi, de 1634 à 1644, il exista, par la volonté du cardinal de Richelieu, une «Congrégation de Cluny et Saint-Maur», également appelée «Congrégation de Saint-Benoît», tentative avortée d'union avec Cluny. L'administration rigoureuse de dom Tarrisse provoqua dans certains monastères un mouvement d'opposition appelé les Faronites. Il fit publier en 1645 les constitutions définitives de la congrégation qui avaient été parachevées au chapitre général tenu cette année-là.
Il joua un rôle très important pour établir la réputation de grande érudition de la congrégation de Saint-Maur. Il fit organiser dans chaque province des cours de philosophie et de théologie, mais aussi d'exégèse biblique et de langues orientales. Il députa des religieux dans tous les monastères pour examiner les manuscrits des bibliothèques et en tirer des Vies de saints bénédictins. Il fit de la bibliothèque de Saint-Germain-des-Prés l'une des plus belles de Paris, récupérant notamment en 1638 quatre cents manuscrits anciens de l'abbaye de Corbie.
Il fut frappé de la maladie de la pierre en 1646 et devint infirme. Il se dispensa d'assister au chapitre général (triennal) de 1648, où il ne se représentait pas, et mourut le 24 septembre de cette année.

## Œuvre
- Avis aux Révérends Pères Supérieurs de la Congrégation de Saint-Maur, Paris, 1632.
- Traité de la conduite que doit tenir le Supérieur Général dans l'exercice de sa charge, laissé en manuscrit et inachevé à sa mort.